# Переживание закона
Переживание закона (ультраактивность закона) — правовое явление, прямо противоположное обратной силе закона, применение норм нормативно-правового акта, утратившего силу, к отношениям и фактам, имевшим место во время его действия. В большинстве случаев ультраактивное действие отдельных норм и положений утратившего силу закона устанавливается нормами нового закона, призванного заменить его.
Целью установления ультраактивного действия норм «старого» закона является защита прав и интересов субъектов права, вступивших в правоотношения до принятия нового закона, регулирующего данные положения. Принцип действия норм устаревшего нормативного акта применяется в большинстве случаев к регулированию длящихся правоотношений.